# Sicherheitsassistent
Der Sicherheitsassistent o.a. Sicherheitsassistenz (engl. Safety Officer) beschreibt eine Funktion innerhalb der Feuerwehr und dient dazu, die Einsatzkräfte bei dessen Einsatz von möglichen Gefahren abzusichern.

## Aufgabe
Der Sicherheitsassistent beobachtet, analysiert und bewertet ständig die Einsatzsituation. Er hat als einziger an der Einsatzstelle die Befugnis, bei drohender Gefahr die Führungsebenen zu überspringen und direkte Befehle zu erteilen. Darüber hinaus entwickelt er Maßnahmen zur Gewährleistung der Sicherheit der Einsatzkräfte und schlägt diese der Einsatzleitung vor.

## Geschichte

### Ursprung
Die Ursprünge des Sicherheitsassistenten liegt beim US-amerikanischen „Safety Officer“ und lassen sich bis zum Ende des 19. Jahrhunderts zurückverfolgen.

### Internationale Verbreitung
Sicherheitsassistenten gibt es u. a. in Kanada, Großbritannien, Australien, Neuseeland, Schweiz, Teilen der Europäischen Union und in einzelnen Städten.